# Tour Down Under 2001
| Erster           | Stuart O’Grady       | 18:34:20 h  |
| Zweiter          | Kai Hundertmark      | + 0:02 min  |
| Dritter          | Fabio Sacchi         | + 0:03 min  |
| Vierter          | Daniele Nardello     | + 0:08 min  |
| Fünfter          | Chris Jenner         | + 0:08 min  |
| Sechster         | Alexander Botscharow | + 0:10 min  |
| Siebter          | Patrick Jonker       | + 0:10 min  |
| Achter           | Benoît Poilvet       | + 0:10 min  |
| Neunter          | Glenn D’Hollander    | + 0:21 min  |
| Zehnter          | Cadel Evans          | + 0:24 min  |
| Sprintwertung    | Graeme Brown         | 26 P.       |
| Zweiter          | Alessio Galletti     | 20 P.       |
| Dritter          | Trent Wilson         | 14 P.       |
| Bergwertung      | Robert Tighello      | 72 P.       |
| Zweiter          | Russell Van Hout     | 50 P.       |
| Dritter          | Ben Day              | 48 P.       |
| Nachwuchswertung | Gene Bates           | 18:40:26 h  |
| Zweiter          | Nic Brown            | + 0:06 min  |
| Dritter          | Simon Gerrans        | + 13:23 min |
| Teamwertung      | Crédit Agricole      | 55:42:51 h  |
| Zweiter          | SunSmart-Mitsubishi  | + 1:15 min  |
| Dritter          | Mapei-Quickstep      | + 5:15 min  |

Die 3. Tour Down Under fand vom 16. bis 21. Januar 2001 statt. Das Radrennen bestand aus sechs Etappen, begann in der südaustralischen Stadt Glenelg und endete in der Provinzhauptstadt Adelaide. Die Gesamtdistanz des Rennens betrug 757 Kilometer. Die Tour Down Under war in die internationale Kategorie 2.3 eingestuft.

## Die Teilnehmer
Die veranstaltende südaustralische Tourismuskommission lud die drei australischen Mannschaften Sun-Smart-Mitsubishi, United Water-AIS und die University of South Australia, die eine australische Nationalauswahl an den Start brachte, zur Teilnahme ein. Insgesamt standen erneut zwölf Teams am Start, wobei mit dem Team Deutsche Telekom, Big Mat-Auber 93, Crédit Agricole, Mapei-Quickstep und Saeco oder auch Lotto-Adecco einige der namhaftesten Teams der Welt eingeladen wurden. Jedes Team umfasste acht Fahrer.
Als favorisiert auf den Gesamtsieg galten im Vorfeld einmal mehr die australischen Fahrer, die sich mitten in ihrer Saison befanden, während die europäischen Profis die Rundfahrt vor allem zur Vorbereitung auf die im März beginnende Saison nutzten.
| SunSmart - Mitsubishi United Water-AIS University of South Australia | BigMat-Auber 93 AG2R Decathlon Crédit Agricole | Mapei-Quickstep Saeco Lotto-Adecco | Team Deutsche Telekom CSC-World Online Linda McCartney Racing-Jacob's Creek |

## Die Etappen
Als Höhepunkt des einwöchigen Rad-Festes Festival of Cycling in Adelaide wurde die Tour Down Under durch die Provinz Südaustralien zum dritten Mal nach 1999 ausgefahren. Die sechs Etappen lange Rundfahrt startete erstmals im Adelaider Vorort Glenelg und endete wie schon bei ihren ersten Auflagen in der Provinzhauptstadt. Der Streckenverlauf war zeitweise stark an der Ausgabe des vergangenen Jahres angelehnt.

### 1. Etappe, Glenelg Street Race
Mit einem 47 Kilometer langen Rundkurs in Glenelg begann am Dienstag, den 16. Januar 2001 die Tour Down Under. Jede der 25 Runden umfasste 1,88 Kilometer. Nach 10 und nach 20 Runden wurde jeweils ein Zwischensprint ausgefahren. Nach einigen Ausreißversuchen kam es zum Massensprint, den Graeme Brown von United Water-AIS für sich entschied.
|    | Fahrer          | Nation     | Team                                 | Zeit         |
| -- | --------------- | ---------- | ------------------------------------ | ------------ |
| 1. | Graeme Brown    | Australien | United Water-AIS                     | 1:00:02 h    |
| 2. | Stuart O’Grady  | Australien | Crédit Agricole                      | gleiche Zeit |
| 3. | Fabio Sacchi    | Italien    | Saeco                                | gleiche Zeit |
| 4. | Ciaran Power    | Irland     | Linda McCartney Racing-Jacob's Creek | gleiche Zeit |
| 5. | Fabien De Waele | Belgien    | Lotto-Adecco                         | gleiche Zeit |

### 2. Etappe, Norwood – Murray Bridge
Die zweite Etappe führte vom Adelaider Vorort Norwood in Richtung Südwesten nach Murray Bridge. Dabei standen für die Fahrer die ersten Steigungen auf dem Programm. Nachdem sich eine erste Ausreißergruppe gebildet hatte, schlossen später 22 Mann aus dem Feld auf. Diesen entscheidenden Angriff verpasste unter anderem der Vorjahresdritte Steffen Wesemann aus Deutschland. Aus der Spitzengruppe attackierten dann zwar Jörg Ludewig (Saeco) und Daniele Nardello (Mapei-Quickstep), wurden aber von 13 anderen Mitgliedern der ehemaligen Spitzengruppe wieder eingefangen, sodass es zu einem Sprint kam, bei dem sich Ludewigs italienischer Teamkollege Fabio Sacchi den Sieg sicherte.
|    | Fahrer            | Nation      | Team                  | Zeit         |
| -- | ----------------- | ----------- | --------------------- | ------------ |
| 1. | Fabio Sacchi      | Italien     | Saeco                 | 3:26:34 h    |
| 2. | Stuart O’Grady    | Australien  | Crédit Agricole       | gleiche Zeit |
| 3. | Kai Hundertmarck  | Deutschland | Team Deutsche Telekom | gleiche Zeit |
| 4. | Nick Gates        | Australien  | SunSmart - Mitsubishi | gleiche Zeit |
| 5. | Glenn D’Hollander | Belgien     | Lotto-Adecco          | gleiche Zeit |

|    | Fahrer           | Nation      | Team                  | Zeit         |
| -- | ---------------- | ----------- | --------------------- | ------------ |
| 1. | Fabio Sacchi     | Italien     | Saeco                 | 4:26:30 h    |
| 2. | Jörg Ludewig     | Deutschland | Saeco                 | gleiche Zeit |
| 3. | Stuart O’Grady   | Australien  | Crédit Agricole       | + 0:02 min   |
| 4. | Kai Hundertmarck | Deutschland | Team Deutsche Telekom | + 0:04 min   |
| 5. | Daniele Nardello | Italien     | Mapei-Quickstep       | gleiche Zeit |

### 3. Etappe, McLaren Vale – Victor Harbor
Am dritten Tag des Rennens führte die Strecke über 165 Kilometer und eine Bergwertung durch den Süden der Provinz Südaustralien. Steve Cunningham von der University of South Australia und Alessio Galletti von Saeco bildeten bei durchweg starkem Gegenwind die Ausreißergruppe des Tages, die zeitweise über 15 Minuten Vorsprung auf das Feld herausfahren konnte. Schließlich setzte sich Galletti ab und gewann die Etappe, während Cunningham zehn Kilometer vor dem Ziel noch eingeholt wurde. Vor einer großen Zuschauerkulisse an der Strecke belegte Stuart O’Grady hinter seinem Landsmann Graeme Brown den dritten Tagesrang und übernahm dank der Zeitgutschrift und zwei Sekunden Abstand zum übrigen Feld das Gelbe Trikot.
|    | Fahrer            | Nation     | Team                                 | Zeit         |
| -- | ----------------- | ---------- | ------------------------------------ | ------------ |
| 1. | Alessio Galletti  | Italien    | Saeco                                | 4:18:12 h    |
| 2. | Graeme Brown      | Australien | United Water-AIS                     | + 3:18 min   |
| 3. | Stuart O’Grady    | Australien | Crédit Agricole                      | gleiche Zeit |
| 4. | Hendrick Van Dijk | Belgien    | Lotto-Adecco                         | gleiche Zeit |
| 5. | David McKenzie    | Australien | Linda McCartney Racing-Jacob's Creek | gleiche Zeit |

|    | Fahrer           | Nation      | Team                  | Zeit         |
| -- | ---------------- | ----------- | --------------------- | ------------ |
| 1. | Stuart O’Grady   | Australien  | Crédit Agricole       | 8:48:00 h    |
| 2. | Fabio Sacchi     | Italien     | Saeco                 | + 0:02 min   |
| 3. | Jörg Ludewig     | Deutschland | Saeco                 | gleiche Zeit |
| 4. | Kai Hundertmarck | Deutschland | Team Deutsche Telekom | + 0:06 min   |
| 5. | Daniele Nardello | Italien     | Mapei-Quickstep       | gleiche Zeit |

### 4. Etappe, Unley – Strathalbyn
Das vierte Teilstück verlief vom südlich von Adelaide gelegenen Vorort Unley aus über 157 Kilometer in Richtung Südosten nach Strathalbyn, wobei mit dem Willunga Hill auch der schwierigste Anstieg der Tour Down Under passiert wurde. An einem sehr heißen und windstillen Tag setzte sich eine neunköpfige Spitzengruppe ab, wurde aber vom Feld nach Passieren des Willunga Hill wieder gestellt. Danach folgten zahlreiche Attacken auf das Gelbe Trikot von Leader Stuart O’Grady, die dessen Team Crédit Agricole aber alle abwehren konnte. Doch fünf Kilometer vor dem Ziel setzte sich auf flachem Terrain eine fünfköpfige Gruppe um den Dänen Nicolai Bo Larsen ab, der sich die Gesamtführung sicherte, weil das Feld das Quintett um 17 Sekunden ziehen ließ. Die Etappe gewann mit Luke Roberts (Uni SA) ein Australier.
|    | Fahrer            | Nation     | Team                                 | Zeit         |
| -- | ----------------- | ---------- | ------------------------------------ | ------------ |
| 1. | Luke Roberts      | Australien | University of South Australia        | 3:44:07 h    |
| 2. | Marcel Gono       | Australien | Linda McCartney Racing-Jacob's Creek | gleiche Zeit |
| 3. | Nicolai Bo Larsen | Danemark   | CSC-World Online                     | gleiche Zeit |
| 4. | Trent Wilson      | Australien | SunSmart - Mitsubishi                | + 0:04 min   |
| 5. | Nicolas Jalabert  | Frankreich | CSC-World Online                     | + 0:08 min   |

|    | Fahrer            | Nation      | Team                  | Zeit         |
| -- | ----------------- | ----------- | --------------------- | ------------ |
| 1. | Nicolai Bo Larsen | Danemark    | CSC-World Online      | 12:32:11 h   |
| 2. | Stuart O’Grady    | Australien  | Crédit Agricole       | + 0:13 min   |
| 3. | Fabio Sacchi      | Italien     | Saeco                 | + 0:15 min   |
| 4. | Jörg Ludewig      | Deutschland | Saeco                 | gleiche Zeit |
| 5. | Kai Hundertmarck  | Deutschland | Team Deutsche Telekom | + 0:19 min   |

### 5. Etappe, Gawler – Tanunda
Die fünfte Etappe führte über die gleiche Strecke wie der fünfte Tagesabschnitt des Vorjahres. Erneut traten hohe Temperaturen und starker Wind auf. Früh bildete sich eine Ausreißergruppe aus neun Fahrern, deren letztes Mitglied aber 15 Kilometer vor dem Zielstrich vom Feld eingeholt wurde. Kurz darauf allerdings musste der Gesamtführende Nicolai Bo Larsen bei der zweiten Überquerung des einzigen Anstiegs des Tages abreißen lassen, als sich eine neue, 22-köpfige Spitzengruppe bildete. Der Deutsche Kai Hundertmark vom Team Deutsche Telekom wiederholte im Sprint den Sieg seines Teamkollegen Erik Zabel vom Vorjahr und übernahm dank der Zeitgutschrift das Gelbe Trikot. Zeitgleich mit Stuart O’Grady lag er nun an der Spitze der Gesamtwertung.
|    | Fahrer            | Nation      | Team                  | Zeit         |
| -- | ----------------- | ----------- | --------------------- | ------------ |
| 1. | Kai Hundertmark   | Deutschland | Team Deutsche Telekom | 4:00:28 h    |
| 2. | Peter Rogers      | Australien  | SunSmart - Mitsubishi | gleiche Zeit |
| 3. | Allan Davis       | Australien  | United Water-AIS      | gleiche Zeit |
| 4. | Fabio Sacchi      | Italien     | Saeco                 | gleiche Zeit |
| 5. | Glenn D’Hollander | Belgien     | Lotto-Adecco          | gleiche Zeit |

|    | Fahrer           | Nation      | Team                  | Zeit         |
| -- | ---------------- | ----------- | --------------------- | ------------ |
| 1. | Kai Hundertmark  | Deutschland | Team Deutsche Telekom | 16:32:52 h   |
| 2. | Stuart O’Grady   | Australien  | Crédit Agricole       | gleiche Zeit |
| 3. | Fabio Sacchi     | Italien     | Saeco                 | + 0:02 min   |
| 4. | Chris Jenner     | Neuseeland  | Crédit Agricole       | + 0:06 min   |
| 5. | Daniele Nardello | Italien     | Mapei-Quickstep       | gleiche Zeit |

### 6. Etappe, Adelaide Street Race
Die letzte Etappe fand traditionell in der Provinzhauptstadt Adelaide auf einem Rundkurs statt. Dabei wurden insgesamt 20 Runden zu je 4,5 Kilometern (insgesamt 90 Kilometer) auf flachem Terrain ausgetragen. Durch eine Zeitbonifikation am ersten Zwischensprint übernahm der Australier Stuart O’Grady virtuell das Leadertrikot vom Deutschen Kai Hundertmark und brachte den Sieg auch ins Ziel. Danach formte sich eine zwanzigköpfige Spitzengruppe ohne einen Fahrer mit Ambitionen im Gesamtklassement, die sich bis zu drei Minuten Vorsprung erarbeitete. Ungefähr 25 Kilometer vor dem Ziel lösten sich aus der Spitzengruppe neun Fahrer. Am einzigen, kurzen Anstieg des Rennens, dem Montafiore Hill, setzte sich David McKenzie (Linda McCartney Racing-Jacob's Creek) entscheidend ab und sicherte sich den Tagessieg. Stuart O’Grady sicherte sich nach 1999 als erster Fahrer den zweiten Erfolg bei der Tour Down Under.
|    | Fahrer           | Nation      | Team                                 | Zeit         |
| -- | ---------------- | ----------- | ------------------------------------ | ------------ |
| 1. | David McKenzie   | Australien  | Linda McCartney Racing-Jacob's Creek | 1:58:48 h    |
| 2. | Ben Day          | Australien  | SunSmart - Mitsubishi                | + 0:17 min   |
| 3. | Luca Paolini     | Italien     | Mapei-Quickstep                      | + 0:20 min   |
| 4. | Torsten Nitsche  | Deutschland | Saeco                                | + 0:32 min   |
| 5. | Kurt Van Lancker | Belgien     | Lotto-Adecco                         | gleiche Zeit |

|    | Fahrer           | Nation      | Team                  | Zeit         |
| -- | ---------------- | ----------- | --------------------- | ------------ |
| 1. | Stuart O’Grady   | Australien  | Crédit Agricole       | 18:34:20 h   |
| 2. | Kai Hundertmark  | Deutschland | Team Deutsche Telekom | + 0:02 min   |
| 3. | Fabio Sacchi     | Italien     | Saeco                 | + 0:03 min   |
| 4. | Daniele Nardello | Italien     | Mapei-Quickstep       | + 0:08 min   |
| 5. | Chris Jenner     | Neuseeland  | Crédit Agricole       | gleiche Zeit |

## Etappenübersicht
| Etappe    | Datum      | Start–Ziel                   | km  | Etappensieger    | Führender         |
| --------- | ---------- | ---------------------------- | --- | ---------------- | ----------------- |
| 1. Etappe | 16. Januar | Glenelg                      | 47  | Graeme Brown     | Graeme Brown      |
| 2. Etappe | 17. Januar | Norwood – Murray Bridge      | 142 | Fabio Sacchi     | Fabio Sacchi      |
| 3. Etappe | 18. Januar | McLaren Vale – Victor Harbor | 165 | Alessio Galletti | Stuart O’Grady    |
| 4. Etappe | 19. Januar | Unley – Strathalbyn          | 157 | Luke Roberts     | Nicolas Bo Larsen |
| 5. Etappe | 20. Januar | Gawler – Tanunda             | 156 | Kai Hundertmark  | Kai Hundertmark   |
| 6. Etappe | 21. Januar | Adelaide                     | 90  | David McKenzie   | Stuart O’Grady    |

## Wertungen
Für die Punktewertungen gab es folgende Punktverteilung:
2 Zwischensprints auf jeder Etappe
1: 6 Punkte, 3 Sekunden Zeitbonifikation
2: 4 Punkte, 2 Sekunden
3: 2 Punkte, 1 Sekunde
Zielsprint
1: 8 Punkte, 6 Sekunden
2: 6 Punkte, 4 Sekunden
3: 4 Punkte, 2 Sekunden
Bergwertungen
1: 16 Punkte
2: 12 Punkte
3: 8 Punkte
4: 6 Punkte
5: 4 Punkte

### Wertungen im Tourverlauf
Die Tabelle zeigt den Führenden in der jeweiligen Wertung nach der jeweiligen Etappe an.
|           | Gesamtwertung     | Sprintwertung    | Bergwertung     | Nachwuchswertung  | Teamwertung     |
| --------- | ----------------- | ---------------- | --------------- | ----------------- | --------------- |
| 1. Etappe | Graeme Brown      | Graeme Brown     | Dominic Rault   | Graeme Brown      | -               |
| 2. Etappe | Fabio Sacchi      | Jörg Ludewig     | Robert Tighello | Nic Brown         | Crédit Agricole |
| 3. Etappe | Stuart O’Grady    | Alessio Galletti | Robert Tighello | Crescenzo D’Amore | Crédit Agricole |
| 4. Etappe | Nicolai Bo Larsen | Graeme Brown     | Robert Tighello | Gene Bates        | Crédit Agricole |
| 5. Etappe | Kai Hundertmarck  | Graeme Brown     | Robert Tighello | Gene Bates        | Crédit Agricole |
| 6. Etappe | Stuart O’Grady    | Graeme Brown     | Robert Tighello | Gene Bates        | Crédit Agricole |

## Endstand
Die Tour Down Under 2001 verlief insgesamt sehr knapp. Sechs verschiedene Etappensieger an sechs Tagen, dazu jeden Tag ein neuer Gesamtführender prägten das Bild des Rennens. Erst auf der letzten Etappe konnte sich Stuart O’Grady dank einer Zeitbonifikation als erster Fahrer nach 1999 den zweiten Gesamtsieg bei der Tour Down Under sichern. Auch das Team Deutsche Telekom konnte einen Etappensieg und den zweiten Gesamtplatz durch Kai Hundertmarck feiern. Die italienische Saeco-Mannschaft war gleich auf zwei Etappen vorne. Wie erwartet zeigten sich neben O’Grady auch die einheimischen Profis in starker Form: drei Tagesabschnitte wurden von Australiern gewonnen, zudem waren Gene Bates in der Nachwuchs-, Graeme Brown in der Sprint- sowie Robert Tighello in der Bergwertung erfolgreich. Nur die Teamwertung konnte mit Crédit Agricole (Frankreich) ein ausländisches Team für sich entscheiden. Überraschend war, dass sich auch auf flachen Abschnitten dreimal Ausreißer durchsetzen konnten.